# 後藤仁敏
後藤 仁敏（ごとう まさとし、1946年 - ）は、日本の古生物学者・解剖学者。口腔解剖学、古生物学専攻。鶴見大学短期大学部歯科衛生科教授、鶴見大学名誉教授。学位は、理学修士（東京教育大学）、歯学博士（東京医科歯科大学・1979年6月）（学位論文「ドチザメの歯に関する組織発生学的研究」）。

## 人物
1946年、愛知県出身。東海中学で野村松光氏の授業を受け、化石少年となり、化石と鉱物の採集に熱中、東海高校地学部で活動する。1969年、東京教育大学理学部地学科地質学鉱物学専攻卒業、1971年、東京教育大学大学院理学研究科（修士課程）地質学鉱物学専攻修了、1972年、東京医科歯科大学歯学部第2口腔解剖学教室助手、1975年、鶴見大学歯学部解剖学教室講師、1980年、鶴見大学歯学部解剖学教室助教授、2003年、鶴見大学短期大学部歯科衛生科教授。2014年鶴見大学定年退職、鶴見大学名誉教授。

## 著書
- 井尻正二; 後藤仁敏『恐竜の世界をたずねて』築地書館、1986年。ISBN 4806711527。
- 井尻正二; 後藤仁敏『(新)ヒトの解剖』築地書館、1996年。ISBN 4806744980。
- 大森昌衛『東京の動・植物園と博物館,化石etc.めぐり』築地書館〈日曜の地学 10〉、1982年。亀井節夫、後藤仁敏、大森昌衛 編『脊椎動物化石』築地書館〈古生物学各論編	第4巻〉、1981年。 後藤仁敏、後藤美樹子『歯のはなし　なんの歯この歯』医歯薬出版、2001年。ISBN 4263408764。堀田進、後藤仁敏、中井均『魚類の時代』共立出版〈双書地球の歴史３〉、1984年。ISBN 4806777633。
- 後藤仁敏 著、後藤仁敏; 大泰司紀之 編『歯の比較解剖学』医歯薬出版、1986年。ISBN 4263400704。
- 坂井建雄 著、柴谷篤弘; 長野敬; 養老孟司 編『形態学からみた進化』東京大学出版会〈講座進化4〉、1991年。ISBN 4130642146。
- 後藤仁敏『唯臓論』中央公論新社〈中公文庫[こ-48-1]〉、2008年。ISBN 9784122049796。
- 後藤仁敏『橋本巖教授退職記念誌』鶴見大学歯学部第二解剖学教室、1998年。

## 論文
- 国立情報学研究所収録論文 国立情報学研究所

- 後藤仁敏 (2012), “板鰓類の進化における歯の適応”, 鶴見大学紀要, 第3部, 保育・歯科衛生編 (鶴見大学) 49:  65-86, ISSN 0389-8024
- 小林巌雄; 後藤仁敏 (1993), “須賀昭一先生のご逝去を悼む”, 化石研究会会誌 (化石研究会) 26 (1):  42-43, ISSN 03871924
- 井尻正二さんを偲ぶ会世話人会; 足立久男; 石田吉明; 加藤禎夫; 金井克明; 神谷英利; 木村方一; 小泉潔; 小寺春人; 後藤仁敏; 小林雅弘; 小林康夫; 近藤洋一; 斎藤尚人; 佐瀬和義; 竹越智; 畑中泉; 保科裕; 持田幸男; 森本東樹; 山田昌三 (2002), “井尻正二さんを偲ぶ会について : 特集「井尻正二さんと科学運動」をはじめるにあたって”, 地学教育と科学運動 (地学団体研究会) 41 (1), ISSN 03893766